# Koncentrační tábor Blechhammer
Blechhammer byl druhou největší pobočkou koncentračního tábora Osvětim, součástí průmyslové oblasti Blechhammer, kde se nacházelo několik táborů. Tábor byl evakuován 21. ledna 1945; o pět dní později se německé síly vrátily, aby zabily zbylé vězně. Jeden z mála přeživších věznů byl pražský novinář František R. Kraus, který naprosto nelidské podmínky, které zde na samém sklonku války panovaly, popsal ve svém poválečném svědectví.

## Historie

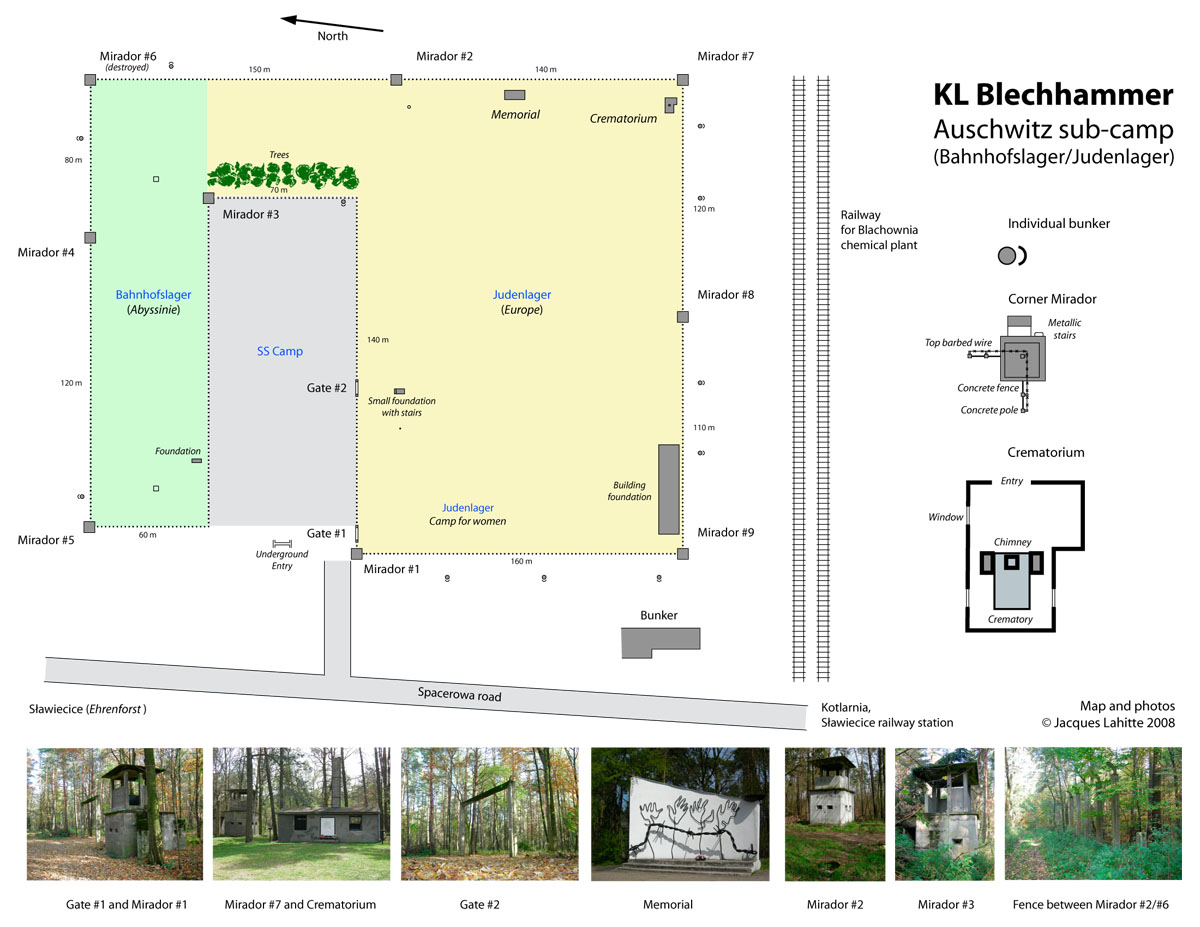

Tábor byl založen 1. dubna 1944, kdy existující tábor nucených prací pro Židy, nacházející se poblíž vesnice Blechhammer, nyní Blachownia Śląska, která bylo do roku 1945 součástí Německa, byl podřízen koncentračnímu táboru Monowitz. Koncentrační tábor Blechhammer, který měl zpočátku asi 3000 vězňů a 200 vězeňkyň, byl druhou největší pobočkou Osvětimi. Tábor obsahoval 25 baráků na ploše 10 akrů (4,0 ha) a byl obehnán 4 metry (13 stop) vysokou betonovou zdí. Za dobu jeho existence prošlo táborem 4500 vězňů z patnácti zemí.
Podmínky byly podobné jako v jiných pobočných táborech Osvětimi. Příslušníci jednotek SS periodicky prováděli výběry vězňů; ti, kteří byli považováni za neschopné práce, byli deportováni do Auschwitz II-Birkenau, kde bylo mnoho z nich zabito. Dalších 250 vězňů zemřelo v samotném Blechhammeru; byli spáleni v krematoriu. Vězni museli pracovat na stavebních úkolech, jako byli výkopy, stavba konstrukcí a tahání vozů místo koní nebo traktorů. Po bombardování nedaleké továrny Hydrierwerke byli židovští vězni nuceni třídit nevybuchlou munici, během této práce mnozí zemřeli.
Tábor byl evakuován ráno 21. ledna 1945 kvůli přiblížení se Rudé armády; přes Blechhammer pochodovali vězni z dalších východně položených táborů. Asi 4 000 vězňů dostalo půl bochníku chleba s trochou margarínu a medu a půl klobásy a žádné další jídlo, dokud nedorazili 2. února do koncentračního tábora Gross-Rosen. Více než 800 jich zemřelo nebo bylo zavražděno po cestě. Na ošetřovně zůstalo kolem 100 nemocných vězňů, i když některým zdravějším vězňům se v obavě z dalšího pochodu smrti podařilo ukrýt, protože SS neprovedli důkladnou prohlídku. Mnoho zdravějších vězňů opustilo tábor krátce po odchodu příslušníků SS.

### Masakr
Kolem poledne téhož dne, kdy proběhla evakuace, dorazila do tábora skupina pracovníků Organizace Todt. Některým zdravějším vězňům nařídili, aby vykopali jámu, aby mohli pohřbít mrtvé, a zastřelili několik vězňů, kteří hledali jídlo z toho, co po nich SS zanechali. Další skupina deseti převážně slovenských židovských vězňů odešla, zatímco zbytek zůstal na dalších pět dní.
26. ledna se do tábora vrátilo asi 100 až 150 německých vojáků. Svědci se neshodnou na tom, zda šlo o vojáky Wehrmachtu nebo SS. Vojáci nejprve poničili opuštěnou kancelář SS v táboře; pak vešli dovnitř a začali střílet na neschopné vězně na ošetřovně. Ti, kteří byli ještě schopni chodit, dostali rozkaz odnést mrtvoly do zákopů vykopaných minulý týden, kde byli také zastřeleni. Těla byla pokryta slámou, polita benzínem a zapálena; každý, kdo se pokusil utéct, byl zastřelen. Tábor byl důkladně prohledán a každý nalezený byl také zastřelen. Masakr přežilo méně než deset vězňů.